# Drużynowe Mistrzostwa Świata Strongman
Drużynowe Mistrzostwa Świata Strongman – (World Strongest Nation) doroczne, drużynowe zawody siłaczy, rozgrywane w zespołach złożonych z czterech zawodników oraz jednego zawodnika rezerwowego, reprezentujących ten sam kraj. Mistrzostwa są organizowane od 2001 r.

## Drużynowi Mistrzowie Świata Strongman
| Rok  | Mistrzowie                                                                                         | Miejsce zawodów  |
| ---- | -------------------------------------------------------------------------------------------------- | ---------------- |
| 2001 | Niemcy                                                                                             | Kanada           |
| 2002 | Niemcy                                                                                             | Kanada           |
| 2003 | Ukraina                                                                                            | ?                |
| 2004 | Ukraina                                                                                            | ?                |
| 2005 | Litwa                                                                                              | ?                |
| 2006 | Kyryło Czuprynin, Wiktor Jurczenko, Mychajło Starow, Wasyl Wirastiuk Ukraina                       | Ukraina          |
| 2007 | Kyryło Czuprynin, Wiktor Jurczenko, Wołodymyr Murawlow, Ołeksandr Pekanow, Wasyl Wirastiuk Ukraina | Karpaty, Ukraina |
| 2008 | Vidas Blekaitis, Saulius Brusokas, Vytautas Lalas, Vilius Petrauskas, Žydrūnas Savickas Litwa      | Krym, Ukraina    |